# Energía eléctrica

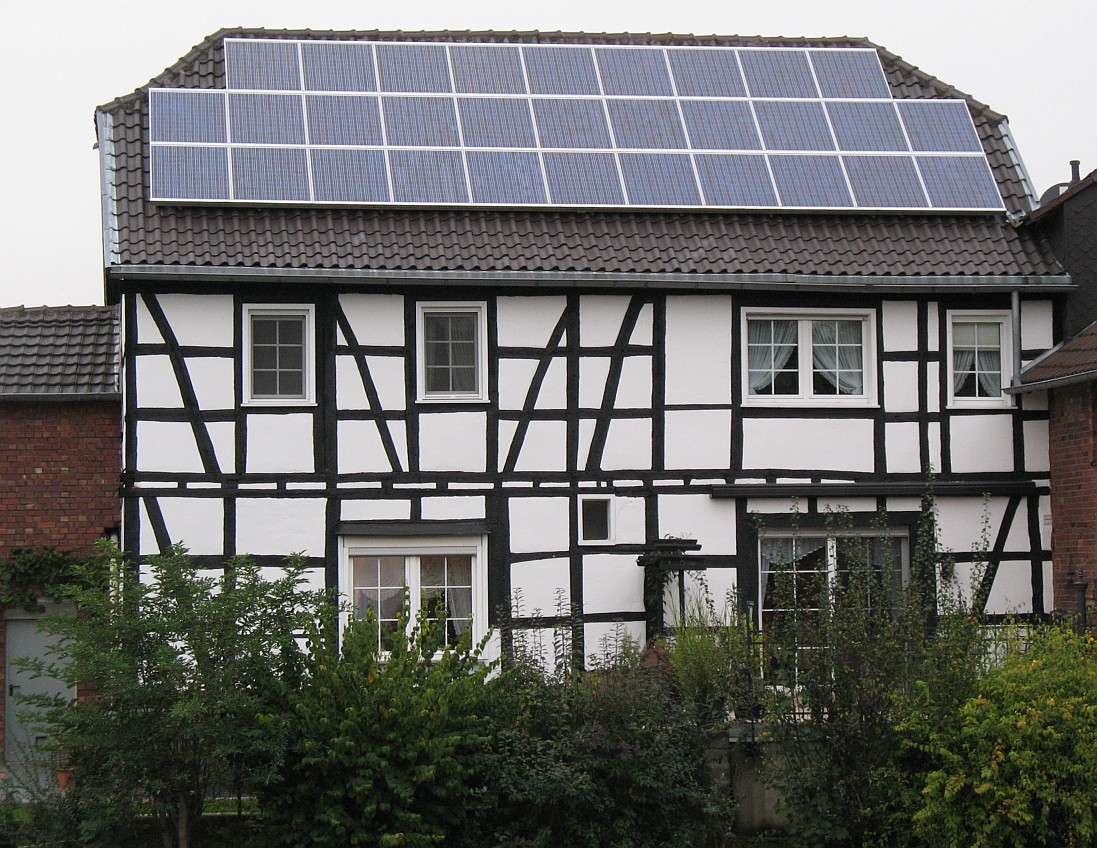
Instalación de energía solar fotovoltaica sobre el tejado de una vivienda, para la producción de energía eléctrica.

La energía eléctrica es la forma de energía que resulta de la existencia de una diferencia de potencial entre dos puntos, lo que permite establecer una corriente eléctrica entre ambos cuando se los pone en contacto por medio de un conductor eléctrico. La energía eléctrica puede transformarse fácilmente en muchas otras formas de energía, tales como la energía lumínica o luz, la energía mecánica y la energía térmica entre otras.

## Corriente eléctrica
La energía eléctrica se manifiesta como corriente eléctrica, es decir, como el movimiento de cargas eléctricas negativas, o electrones, a través de un cable conductor metálico como consecuencia de la diferencia de potencial que un generador esté aplicando en sus extremos.

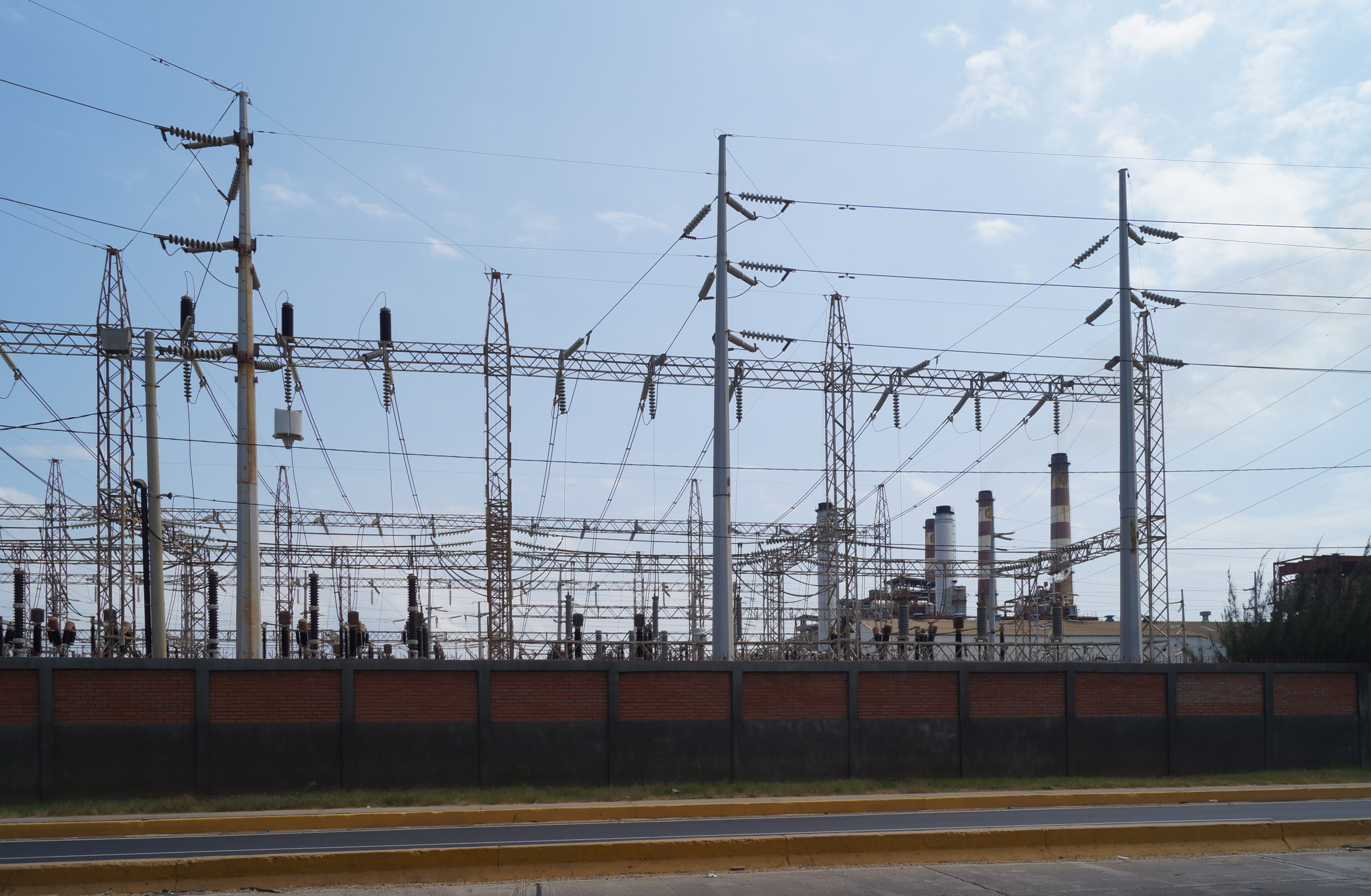
Líneas de transmisión de energía eléctrica.

Cada vez que se acciona un interruptor, se cierra un circuito eléctrico y se genera el movimiento de electrones a través del cable conductor. Las cargas que se desplazan forman parte de los átomos de la sustancia del cable, que suele ser metálica, ya que los metales —al disponer de mayor cantidad de electrones libres que otras sustancias— son los mejores conductores de la electricidad. La mayor parte de la energía eléctrica que se consume en la vida diaria proviene de la red eléctrica a través de las tomas llamadas enchufes, a través de los que llega la energía suministrada por las compañías eléctricas a los distintos aparatos eléctricos —lavadora, radio, televisor, etc.— que se desea utilizar, mediante las correspondientes transformaciones; por ejemplo, cuando la energía eléctrica llega a una enceradora, se convierte en energía mecánica, calórica y en algunos casos lumínica, gracias al motor eléctrico y a las distintas piezas mecánicas de los aparatos.

### Consumo de energía y eficiencia energética

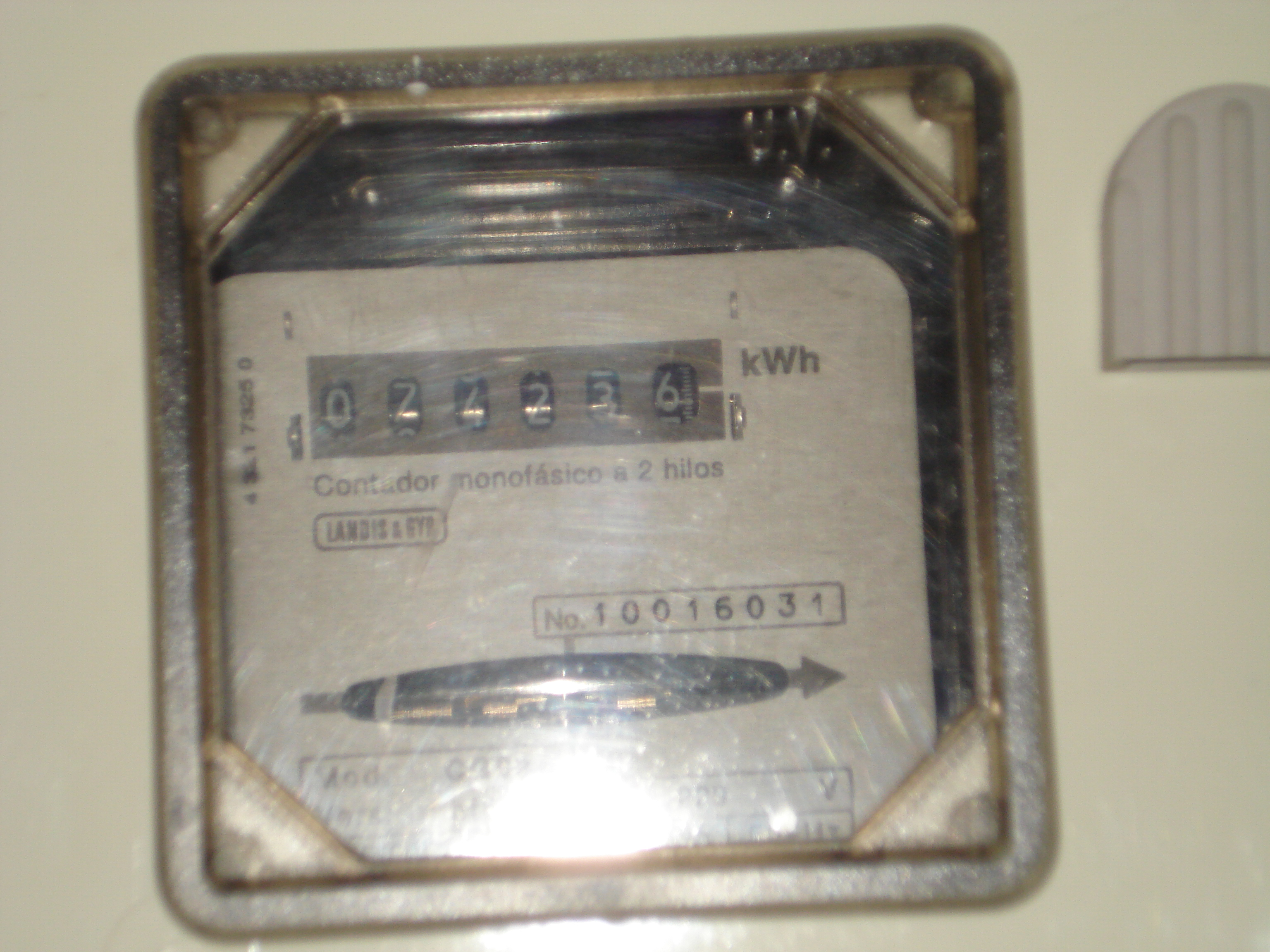
Contador doméstico de electricidad.

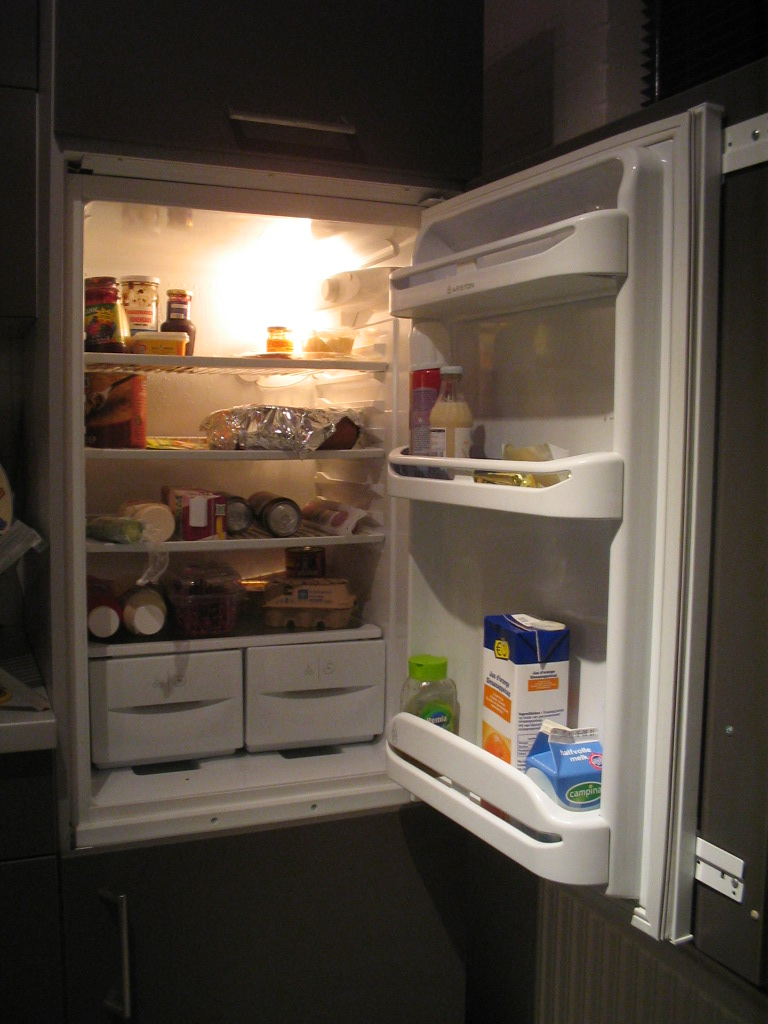
El refrigerador es el electrodoméstico de los hogares que consume más electricidad, por lo cual se debe hacer un uso racional del mismo para conseguir un buen ahorro.

## Salud y electricidad

Señal de peligro eléctrico.